# Монтефелчино
Монтефелчѝно (на италиански: Montefelcino, на местен диалект Monfelcìn, Монфелчин) е малко градче и община в Централна Италия, провинция Пезаро и Урбино, регион Марке. Разположено е на 260 m надморска височина. Населението на общината е 2769 души (към 2010 г.).